# Newark (Delaware)
Newark is een plaats (city) in de Amerikaanse staat Delaware, en valt bestuurlijk gezien onder New Castle County.
In Newark is de hoofdcampus van de University of Delaware gelegen.

## Demografie
Bij de volkstelling in 2000 werd het aantal inwoners vastgesteld op 28.547.
In 2006 is het aantal inwoners door het United States Census Bureau geschat op 30.014, een stijging van 1467 (5,1%).

## Geografie
Volgens het United States Census Bureau beslaat de plaats een oppervlakte van
23,1 km², geheel bestaande uit land.

## Plaatsen in de nabije omgeving
De onderstaande figuur toont nabijgelegen plaatsen in een straal van 16 km rond Newark.